# Аккузево
Аккузево (баш. Аҡкүҙ) — село в Илишевском районе Башкортостана, административный центр Аккузевского сельсовета.

## Название
Наименование поселения произошло от антропонима — башкир-булярец Аккузей Мулеев. 

## История
Поселение вотчинников-булярцев. По договору 1712 года припустили башкир-енейцев.
В дореволюционное время в селе существовала мечеть с училищем.
Выходцем из Аккузево является Хуснуллин Ильсаф.

## Население
| 1795 | 1865 | 1898 | 1906 | 1920  | 1939 | 1959 |
| ---- | ---- | ---- | ---- | ----- | ---- | ---- |
| 148  | ↗669 | ↘478 | ↗955 | ↗1003 | ↘623 | ↘436 |
| 2002 | 2009 | 2010 |      |       |      |      |
| ↗555 | ↗563 | ↘492 |      |       |      |      |

Национальный состав
Согласно переписи 2002 года, преобладающая национальность — башкиры (81 %). 

## Географическое положение
Расстояние до:
- районного центра (Верхнеяркеево): 24 км,
- ближайшей ж/д станции (Буздяк): 131 км.